# 庄内村 (静岡県)
庄内村（しょうないむら）は、かつて静岡県浜名郡にあった村である。現在の浜松市中央区に含まれる。

## 地理
浜名湖の東側に突き出した庄内半島に位置する。
- 山：大草山
- 湖沼：浜名湖、庄内湖、内浦

## 歴史
- 1955年（昭和30年）4月1日 - 浜名郡村櫛村・北庄内村・南庄内村が合併して庄内村が発足。
- 1965年（昭和40年）7月1日 - 浜松市に編入され、同日庄内村廃止。
- 2007年（平成19年）4月1日 - 浜松市が政令指定都市に移行し、旧村域は浜松市西区の所属となる。
- 2024年（令和6年）1月1日 - 浜松市の行政区再編により、旧村域は浜松市中央区の所属となる。

## 教育

### 幼稚園・保育園
- 庄内村立堀江幼稚園(1962年に白洲幼稚園、鹿島幼稚園と統合し、浜松市立北庄内幼稚園になる。)
- 庄内村立白洲幼稚園(1962年に堀江幼稚園、鹿島幼稚園と統合し、浜松市立北庄内幼稚園になる。)
- 庄内村立鹿島幼稚園(1962年に堀江幼稚園、白洲幼稚園と統合し、浜松市立北庄内幼稚園になる。)
- 庄内村立南庄内幼稚園
- 庄内村立村櫛幼稚園
- 私立宿芦寺幼稚園(1956年閉園)

私立舘山寺保育園は浜松市に合併後の1981年開園。

### 小学校
- 庄内村立北庄内小学校(2014年に南庄内中学校、庄内中学校と統合し、浜松市立庄内小中学校になる)
- 庄内村立南庄内小学校(2014年に北庄内中学校、庄内中学校と統合し、浜松市立庄内小中学校になる)
- 庄内村立村櫛小学校

### 中学校
- 庄内村立庄内中学校(2014年に北庄内中学校、南庄内中学校と統合し、浜松市立庄内小中学校になる)[1]

- 庄内村立北庄内中学校(1962年に南庄内中学校、村櫛中学校と統合し、庄内村立庄内中学校になる。)
- 庄内村立南庄内中学校(1962年に北庄内中学校、村櫛中学校と統合し、庄内村立庄内中学校になる。)
- 庄内村立村櫛中学校(1962年に北庄内中学校、南庄内中学校と統合し、庄内村立庄内中学校になる。)[2]

## 交通

### 索道
- かんざんじロープウェイ
  - かんざんじ駅 - 大草山駅

### 道路
- 静岡県道48号舘山寺鹿谷線
- 静岡県道319号村櫛三方原線

## 娯楽
- 堀江劇場 - 映画館[3]。
- 村櫛劇場 - 映画館[3]。

## 名所・旧跡・観光スポット

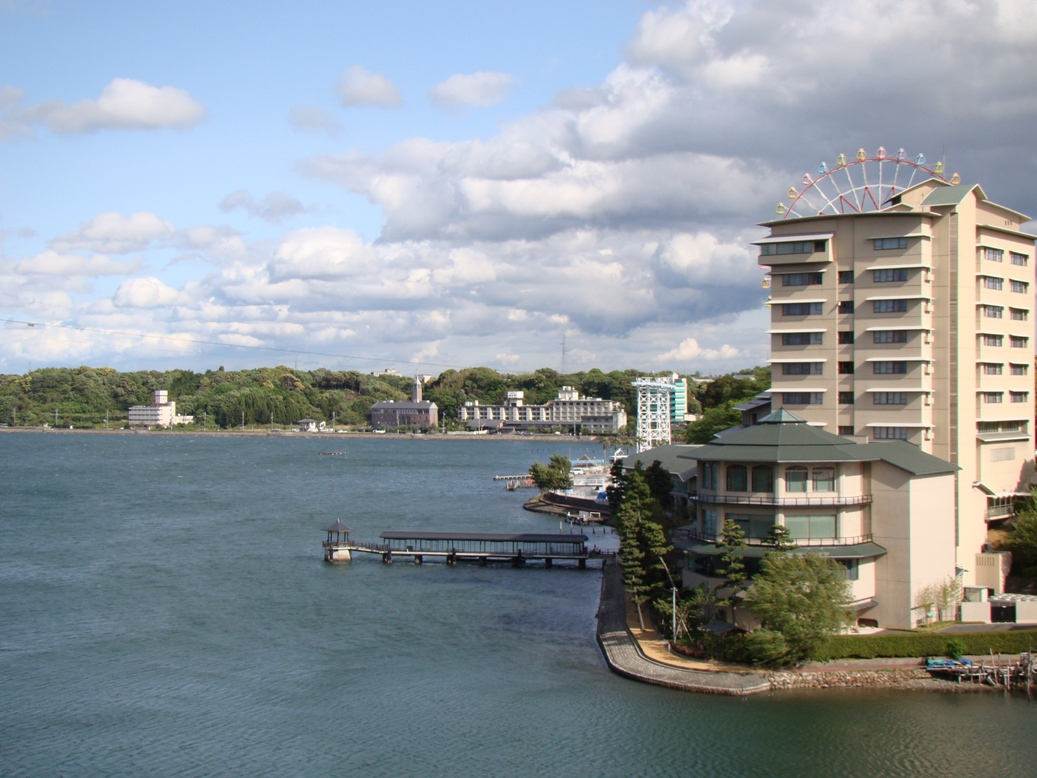
舘山寺温泉

- 舘山寺
- 舘山寺温泉